# 熊本県立宇土中学校・高等学校
熊本県立宇土中学校・高等学校（くまもとけんりつ うとちゅうがっこう・こうとうがっこう, Kumamoto Prefectural Uto Junior and Senior High School）は、熊本県宇土市古城町にある公立中学校・高等学校。略称は「宇土高」。

## 概要
歴史
1920年（大正9年）に開校した「熊本県立宇土中学校」（旧制中学校）を前身とする。2009年（平成21年）4月には、中高一貫校として「熊本県立宇土中学校」を新設。2010年（平成22年）に創立90周年を迎えた。中学校から進学しているものを中進生とし、高校から入学してきたものを高進生とする。
設置課程・学科（高等学校）
全日制課程 普通科
クラス編成（高等学校）
- 1年次 - 中進2クラス・高進4クラス
- 2年次 - 中進文系1クラス・中進理系1クラス・高進文系2クラス・高進理系2クラス
- 3年次 - 2年次と同じ

校章
中学校
「中」の文字。シンプルな校章であるが、高等学校の校章にちなみ、羽を広げた鶴を表している。
高等学校
翼を広げた鶴の絵の中央に「高」の文字（旧字体）を配している。鶴が使用されているのは、舞鶴城跡に校舎が位置するため。
校歌
作詞は寿福院教輔、作曲は犬童球渓によるもの。中高共通。4番まであり、3番に校名の「宇校」が登場する。
制服
男子
冬は学校指定の学生服。襟元に校章と学年章をつける。ボタンには校章。夏は校章が入った白いカッターシャツにズボン。学生服着用の際、そのインナーに着るものについては自由とされている。
女子
冬は黒いセーラー服。襟と手首には白い三本腺が入っている。白のスカーフ。夏は白いセーラー服。襟と袖先は青地に白の三本線が入っている。紺のスカーフに黒のスカート。長袖と半袖の選択が可能になっている。また、女子の場合、名札の下に、学年章と「U.H.S」と入った校章をつける。
寄宿舎
「郷鶴寮」を有する。

## 沿革
- 1920年（大正9年）5月31日 - 宇土郡宇土町に熊本県立宇土中学校（旧制中学校）が設置。
- 1921年（大正10年）
  - 3月 - 校舎の一部が完成し、生徒（定員120名）を募集。
  - 4月1日 - 「熊本県立宇土中学校」（旧制）が開校。
  - 5月 - 開校式を挙行。
- 1924年（大正13年）3月 - 新校舎がすべて完成。
- 1930年（昭和5年）5月 - 図書館が完成。
- 1935年（昭和10年）2月 - 第一校舎・第二校舎・生徒控所などを焼失。
- 1936年（昭和11年）8月 - 新校舎が完成。
- 1943年（昭和18年）11月 - 第一校舎・講堂・剣道場などを焼失。
- 1944年（昭和19年）3月 - 太田尾海岸に修練道場を新設。
- 1947年（昭和22年）7月 - 寄付により、図書館および書庫を増築。
- 1948年（昭和23年）
  - 4月 - 学制改革により、「熊本県立宇土高等学校」（男子校）に改称。
  - 7月 - 定時制を設置。
- 1949年（昭和24年）4月 - 学区制実施に伴い、男女共学となる。
  - 熊本県立松橋高等学校[注 1]から女子生徒66名が転入し、宇土高校の男子生徒147名が松橋高等学校へ転出。
- 1950年（昭和25年）
  - 4月 - 定時制三角[注 2]分校を設置。
  - 5月 - 定時制三角分校が開校。
- 1956年（昭和31年）4月 - 本校併設の定時制募集を停止。
- 1957年（昭和32年）2月 - 生徒控所兼雨天体操場を撤去。
- 1958年（昭和33年）8月2日 - 体育館が完成。
- 1960年（昭和35年）
  - 4月 - 音楽室と柔道場が完成。
  - 9月23日 - 校旗を制定。
- 1965年（昭和40年）10月 - 記念庭園が完成。
- 1966年（昭和41年）
  - 2月 - プールと弓道場が完成。
  - 4月 - 校内売店を新築。
  - 12月 - 剣道場を新築。
- 1969年（昭和44年）3月 - 寄宿舎が完成。
- 1970年（昭和45年）3月 - 図書館・家庭科棟が完成。
- 1971年（昭和46年）3月31日 - 理科棟が完成。
- 1974年（昭和49年）8月 - 管理棟が完成。
- 1975年（昭和50年）3月28日 - 芸術棟と普通教室棟が完成。
- 1977年（昭和52年）
  - 3月31日 - 地学・社会科・普通教室棟が完成。
  - 12月26日 - 管理棟を焼失。
- 1978年（昭和53年）3月 - 管理棟が復旧。第二体育館が完成。
- 1979年（昭和54年）2月15日 - 柔道場が完成。
- 1981年（昭和56年）4月20日 - 陸上トラック、野球場、球技コート全面改修が完了。国旗掲揚台、バックネット、球技コートフェンスを設置。
- 1982年（昭和57年）7月20日 - 同窓会館が完成。
- 1986年（昭和61年）
  - 3月20日 - プールを移転。
  - 4月21日 - 第二運動場が完成。
- 1987年（昭和62年）3月31日 - 定時制三角分校が閉校。
- 1988年（昭和63年）3月31日 - 定時制三角分校を廃止。
- 1991年（平成3年）
  - 3月4日 - 西体育館が完成。
  - 6月10日 - セミナーハウスが完成。
- 1994年（平成6年）
  - 3月31日 - 玄関ポーチが完成。
  - 12月14日 - 弓道場と射的場を解体
- 1995年（平成7年）3月3日 - 弓道場が完成。
- 2001年（平成13年）3月15日 - 吹奏楽部の楽器保管庫が完成。
- 2002年（平成14年）12月10日 - 第３グラウンドが完成。
- 2004年（平成16年）4月1日 - 2学期制を導入。学校評議員制度を導入。
- 2008年（平成20年）
  - 8月1日 - 熊本県立宇土中学校を設置。
  - 11月28日 - 家庭科棟を解体。
- 2009年（平成21年）
  - 4月1日 - 「熊本県立宇土中学校」（1学年2学級 定員80名）が開校し、熊本県初となる中高一貫教育を開始。
  - 4月8日 - 熊本県立宇土中学校開校式を挙行。
- 2010年（平成22年）6月16日 - 技術・家庭科棟が完成。
- 2013年～2024年 文部科学省指定「スーパーサイエンスハイスクール」指定

## 開校以前の歴史
- 宇土城跡、城下に位置している。その為、怪談話がしばしば聞かれる。

## 部活動

### 中学校
- 文化部
  - 科学部
  - 書道部
  - 吹奏楽部
  - 美術部
- 運動部
  - バレーボール部（女）
  - サッカー部（男）
  - バスケットボール部
  - 硬式テニス部
  - 柔道部
  - 剣道部

### 高等学校
- 文化部
  - 放送部
  - 科学部
  - 書道部
  - 吹奏楽部
  - 華道部
  - 食物部
  - 美術部
  - 茶道部
  - 文芸部
  - 和太鼓部
- 運動部
  - 陸上競技部
  - 弓道部
  - 水泳部
  - サッカー部
  - バレーボール部
  - バスケットボール部
  - ソフトボール部
  - ハンドボール部
  - 柔道部
  - 卓球部
  - 剣道部
  - テニス部
  - ソフトテニス部
  - ボクシング部
  - バドミントン部
  - ヨット部
  - 野球部

## 著名な出身者
- 阿曽田清 - 前宇城市長
- 元松茂樹 - 宇土市長
- 山本伸裕 - 政治活動家、日本共産党所属
- 光岡明 - 作家、小説家
- 澤宮優 - ノンフィクション作家・スポーツライター・エッセイスト
- 際田まみ - シンガーソングライター
- 岩清水愛 - ラジオDJ・タレント
- 高橋よしえ - ラジオDJ・タレント
- 西洋平 - バンドマン・音楽作家・ラジオDJ
- 永松ケンシ - ラジオDJ
- 山本洋祐 - 柔道家
- 高野裕光 - 柔道家

## 交通アクセス
最寄りの鉄道駅
- JR九州「宇土駅」まで自転車で10～15分程。

最寄りのバス停
- 九州産交バス 「宇土本町一丁目・宇土高校入口」バス停

最寄りの道路
- 熊本県道297号川尻宇土線

## 周辺
- 宇土市立宇土幼稚園
- 宇土市立宇土小学校
- 宇土市立鶴城中学校
- 宇土城跡
- 西岡神宮